# Gem County
Gem County is een county in de Amerikaanse staat Idaho.
De county heeft een landoppervlakte van 1.457 km² en telt 15.181 inwoners (volkstelling 2000). De hoofdplaats is Emmett.